# 稲田千花
稲田 千花（いなだ ちか、1976年7月27日 - ）は、日本の女優。福岡県久留米市出身。オレガ所属。

## 来歴・人物
1996年度フジテレビビジュアルクイーンを務め、1996年のフジテレビビジュアルクイーンオブザイヤーを受賞。テレビドラマ、オリジナルビデオ、CMに多数出演。1999年のテレビドラマ『シネマカクテル シングル・ブルー』、2000年の写真集『Nu.』にてヌードを披露。代表作に『ふたりエッチ』など。
所属事務所はアミューズ→スカイコーポレーション→オレガと変遷。趣味はカメラ、パソコン。

## 主な出演作品

### テレビドラマ
- 俺たちルーキーコップ 第1話「大発進」（1992年、TBS・セントラル・アーツ）
- しんドラ「VIRGIN DRIVE」（1995年6月-7月、日本テレビ）- 第2話主演
- しんドラ「夏服の天使たち」（1995年、日本テレビ）- 第4話主演
- 月曜ドラマスペシャル「ブライダルコーディネーターの事件簿2・名古屋嫁とり殺人事件」（1998年3月16日、TBS）- 伊達典子 役
- シネマカクテル「シングル・ブルー」（1999年4月-5月、関西テレビ）- 主演
- ふたりエッチ（2000年1月、WOWOW）- 主演
  - ふたりエッチ STEP1 オトコの気持ち♂勇者になりたい
  - ふたりエッチ STEP2 オンナの気持ち♀感じてみたい
  - ふたりエッチ STEP3 二人の気持ち いざハネムーン!
- ゲームの達人（2000年3月-5月、NHK）
- めぐる夏（2000年9月28日、フジテレビ）
- 最後の家族（2001年、テレビ朝日）
- 塩カルビ 「サヨナラコウタ」（2002年10月-12月、テレビ神奈川）- タカ子 役
- 真・女神転生デビルサマナー（1998年1月-3月、テレビ東京）- 布施葉月 役
- エコエコアザラク〜眼〜（2004年1月-3月、テレビ東京）

### 映画
- アトランタ・ブギ（1996年）- 女子高生 役
- ちんちろまい（2000年）- ホステス 役

### オリジナルビデオ
- ハッピーピープル（1996年）
- ロンタイBABY（1996年）
- 恐怖!! 寄生虫館の三姉妹（1997年）
- M:M-7 Mission Miss Seven（2000年）
- 隠忍術 しのび（2002年）
- 隠忍術 しのび弐（2002年）
- 隠忍術 しのび参（2002年）
- もうひとりいる（2002年）

### CM
- JTB「韓国キャンペーン」（1994-1995年）
- 森永乳業「カルダス」（1995-1998年）
- 日本生命「ポケカレギャル」（1996-1997年）
- カルビー「味馬鈴薯」（1997年）
- リクルート「アバウト・ドット・コム・ジャパン」（2001年）

## 書籍

### 写真集
- 共犯者（1997年12月、ぶんか社、撮影：井ノ元浩二）ISBN 4821121964
- Nu.（2000年2月、ワニブックス、撮影：渡辺達生）ISBN 978-4847025624

### イメージビデオ
- ビジュアルクイーン 稲田千花（1996年8月、フジテレビ）
- VISiON（1997年12月、ぶんか社）